# Аврамчук Євген Матвійович
Євге́н Матві́йович Аврамчу́к (* 1934) — український артист балету, заслужений артист УРСР (1973).

## З життєпису
Народився 1934 року в містечку Городниця (сучасний Новоград-Волинський район).
1956 року закінчив курси при школі мистецтв у Ленінграді; танцював у самодіяльних ансамблях. Протягом 1958—1978 років — артист балету Поліського ансамблю пісні і танцю «Льонок» Житомирської обласної філармонії.
У 1979—1989 роках — старший методист Будинку творчості при обласній раді профспілок, тоді ж — педагог з ритміки Українського товариства глухих в Житомирі; надалі — учасник ансамблю «Поліські соколи».
Виконував сольні партії:
- Чумак («Чумацький шлях» Л. Калиніна),
- Лукаш («Лісова пісня» за Лесею Українкою),
- у «Троїстих музиках» та інші.

Від 1989 року — учитель ритміки в спецшколі села Березівка Житомирського району. Гастролював у містах України, Білорусі та Росії.